# Pont des États de Languedoc
Le pont des États de Languedoc est un pont en pierre du XVIIIe siècle franchissant l'Orbieu, situé à Ornaisons, dans le département français de l'Aude. Il est protégé au titre des Monuments historiques.

## Description
La hauteur et la longueur du pont, au regard du faible débit d'étiage de l'Orbieu, se justifient par les crues subites et importantes de cette rivière.
Long de 140 mètres, Le pont comporte cinq arches en plein cintre. L'arche centrale s'élève à 13 mètres et 42,90 mètres d'ouverture contre seulement 6 mètres et 19,50 mètres pour les arches latérales, d'où une pente assez forte de la chaussée et un ouvrage avec un dos d'âne prononcé. De chaque côté, les levées permettant l'accès au pont sont longues respectivement de 103 et 106 mètres. Elles sont chacune séparées des culées par une arche de décharge de 11,70 mètres d'ouverture. Les piles ne font que 6,85 mètres d'épaisseur et se terminent respectivement en aval et en amont d'un avant-bec et d'un arrière-bec triangulaires, couronnés par un bandeau de 0,4 mètre d'épaisseur qui est surmonté d'un chaperon pyramidal à 6 gradins.
Le pont est construit en pierre d'appareil, à joints fins excepté les murs latéraux au dessus des petites arches et des levées qui sont en moellon. La plinthe est constituée d'un boudin épais de 0,4 mètre. Les clés de voute aval et amont de l'arche centrale sont ornées d'un cartouche portant les armes des  États du Languedoc, surmontées d'une couronne comtale.
La déclivité de la chaussée, plus de 6 %, avec sa haute arche centrale et une ornementation minimale lui donne un aspect des ponts du Moyen Âge, comme par exemple celui de Saint-Affrique dans l'Aveyron.

## Localisation
Le pont est situé entre les villages de Cruscades et  Ornaisons, sur le territoire communal de ce dernier, dans le département français de l'Aude, à une vingtaine de kilomètres à l'ouest de Narbonne.
Le pont porte la route départementale D24 qui relie Lézignan-Corbières à Ornaisons.

## Historique
Plusieurs pont successifs ont existé précédemment, permettant de relier Narbonne à Lézignan. Mais les crues subites et violentes de l'Orbieu les ont  détruits. Il fut donc décidé de bâtir un pont suffisamment haut et long pour y résister. Mais les localités et le diocèse de Narbonne n'avaient pas l'argent nécessaire, le pont fut donc financé par les  États de Languedoc. En 1745, un premier projet de  pont est soumis, avec une traversée à Villedaigne, plus en aval que le pont actuel. Mais il n'est pas accepté car il allonge trop le trajet entre Narbonne et Lézignan. En mars 1746 ou 1745, un nouveau projet  d'un pont de pierre à deux arches de plein cintre , conçu par l'ingénieur de Carney, directeur des travaux publics de la sénéchaussée de Carcassonne, est approuvé. Le chantier démarre dans l'année, l'entrepreneur chargé de la construction est un dénommé Projet. Mais le projet initial doit être modifié peu après le début des travaux car on constate que la pile centrale sur laquelle devaient s'appuyer les deux arches, s'affaisse à cause d'un enfoncement brutal des pieux de fondation, la roche du lit de la rivière étant moins solide que prévu. Il fut donc décidé de construire trois arches portées par deux piles.  En août 1749, l'effondrement d'un cintre, aux causes mal déterminées, provoque la mort de 3 ouvriers,. En 1752, Carney meurt et est remplacé par François Garipuy. Le pont est vérifié et la réception a lieu le 18 novembre 1752. Il a couté 180 000 livres.
L'édifice est inscrit au titre des monuments historiques en 1951.
En novembre 2011, il bénéficie d'un éclairage pour le mettre en valeur la nuit.

## Galerie photos

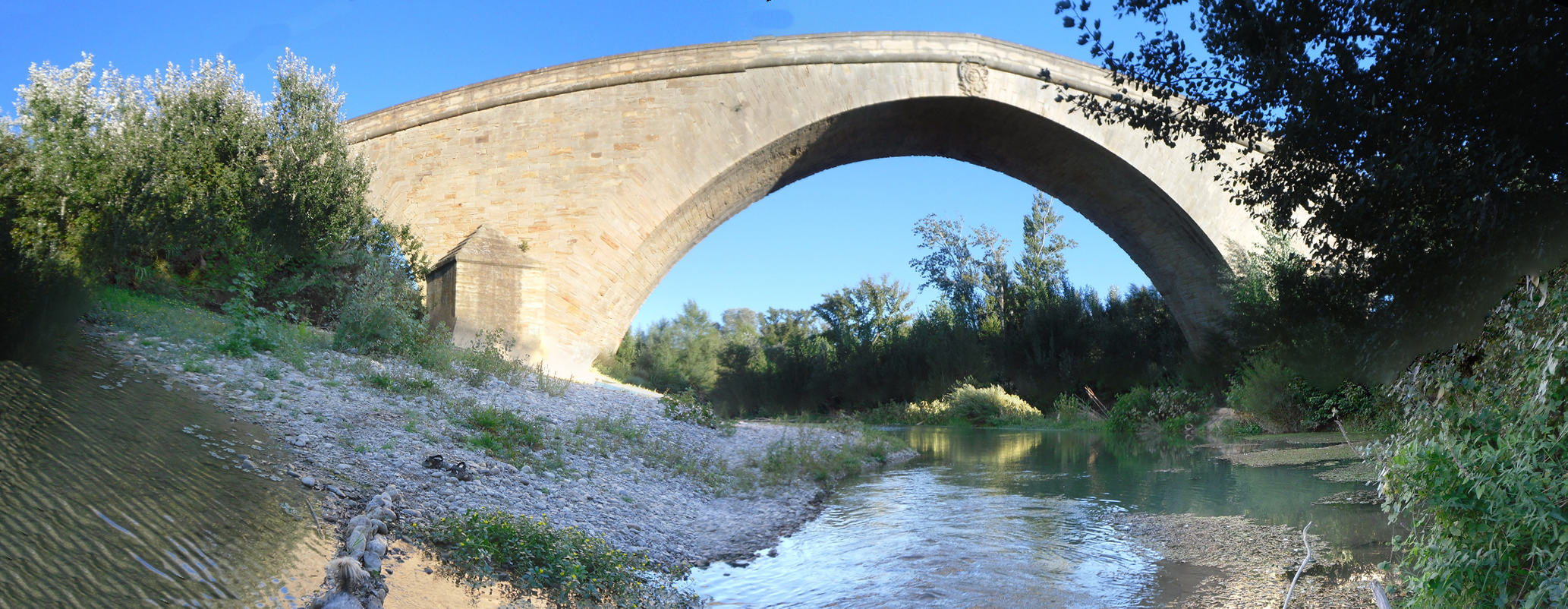
L'arche principale
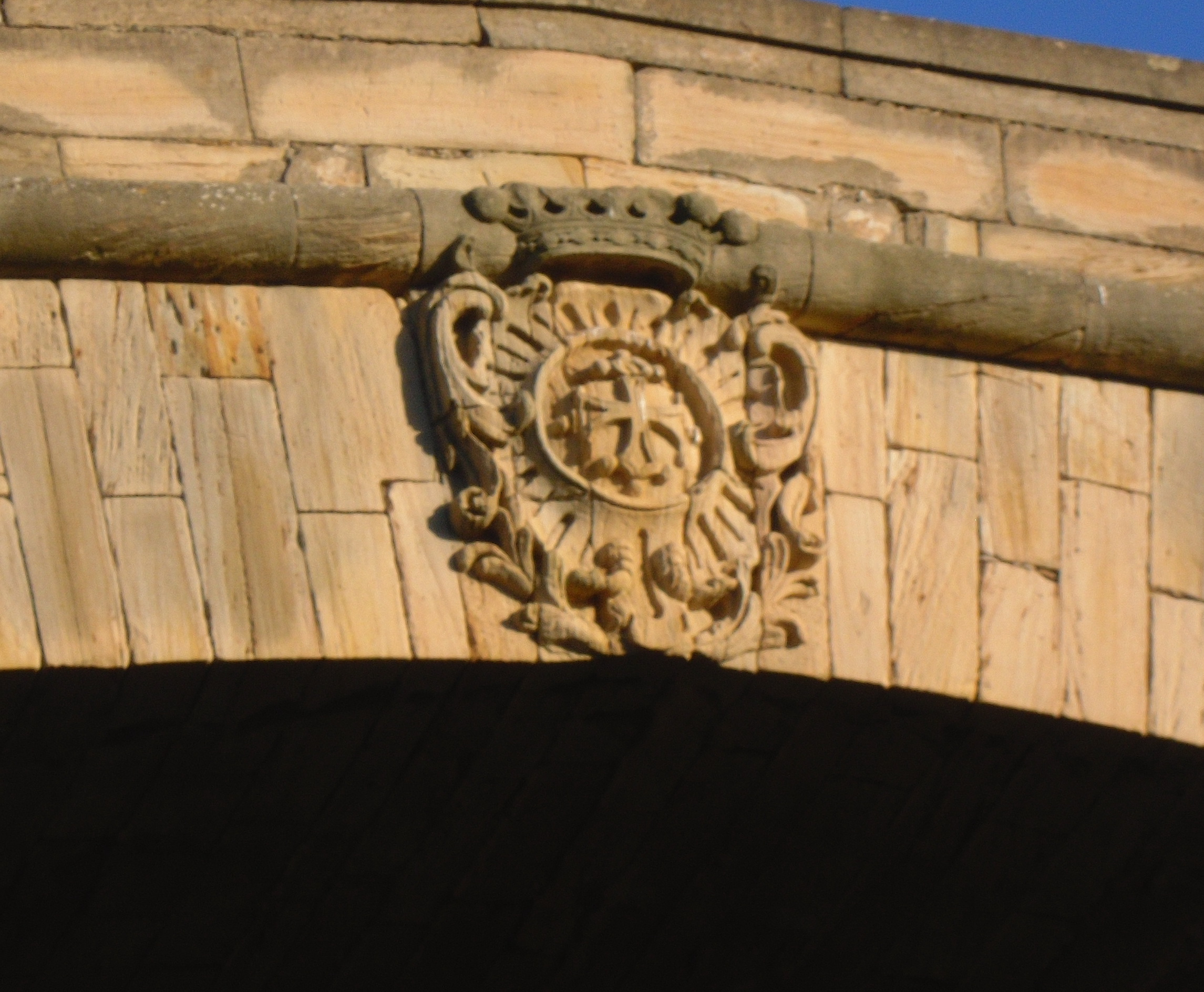
Cartouche avec les armes des États du Languedoc
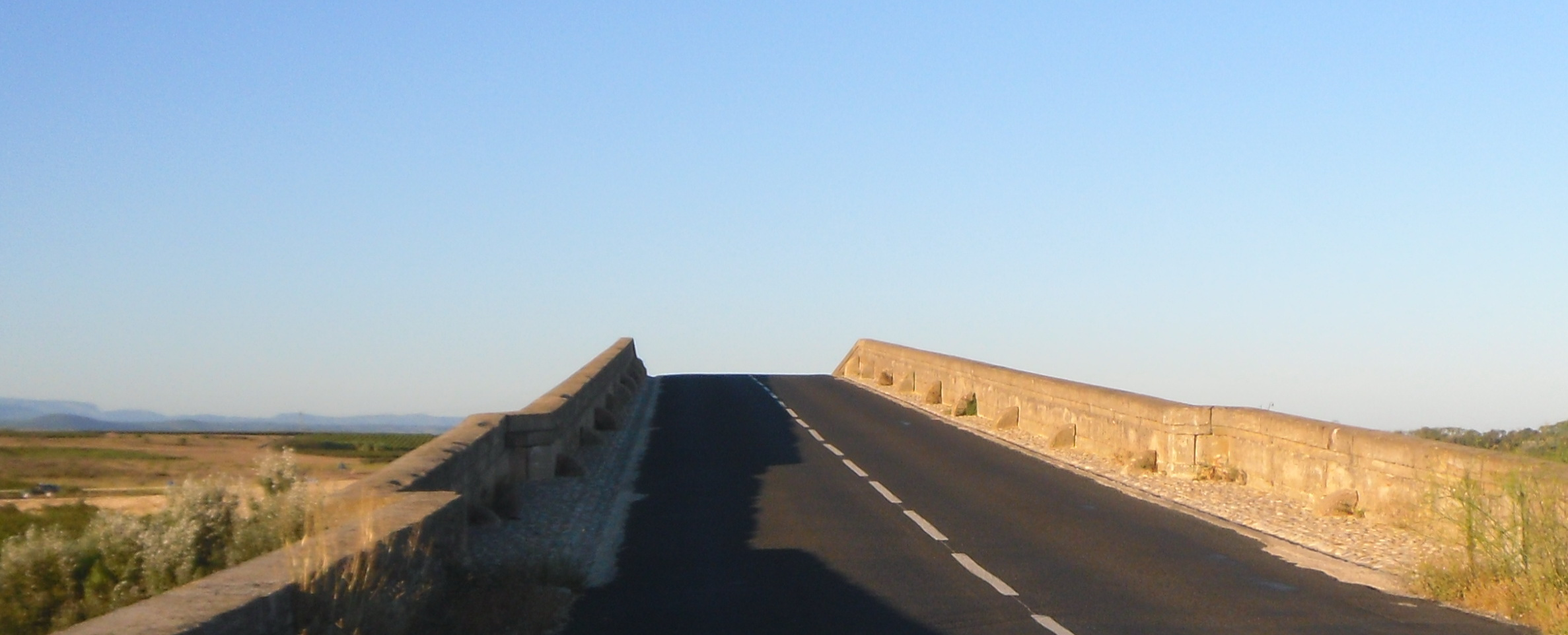
Vue de la chaussée depuis le coté d'Ornaisons
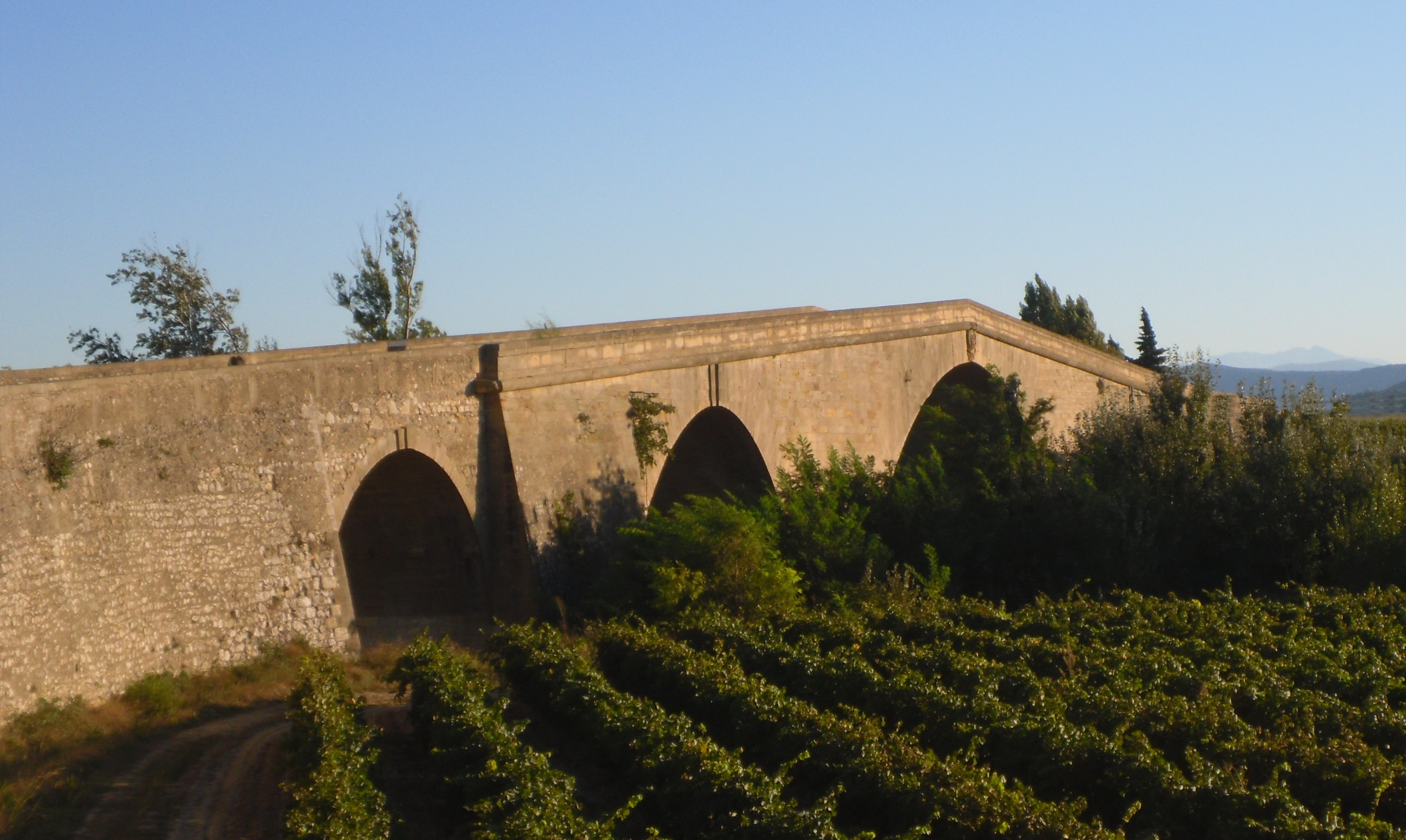
Trois des cinq arches